# Паллада (бронепалубный крейсер)
«Палла́да» — российский бронепалубный крейсер I ранга, один из трёх однотипных крейсеров («Аврора», «Диана», «Паллада»), построенных в России в рамках Судостроительной программы 1895 года и предназначавшихся для разведки и борьбы с торговым судоходством противника на сравнительно небольшом удалении от своих баз.

## История создания и службы
В октябре 1902 — апреле 1903 совершил вместе с броненосцем «Ретвизан» и однотипным крейсером «Диана» переход на Дальний Восток, где вошёл в состав Эскадры Тихого океана.
Здесь наместник на Дальнем Востоке генерал-адъютант Алексеев провёл смотр кораблей. В направленном в столицу отчёте он нелестно отзывается о возможностях обоих крейсеров: «Крейсера 1-го ранга „Диана“ и „Паллада“, выстроенные на казённой верфи в С.-Петербурге, значительно отстали от своих иностранных аналогов по всем частям, как в отношении хода и артиллерии, так и законченности и обдуманности проекта, а также и выполнения работ. Так, например, ещё в Кронштадте комиссия указала, что контрактное число сил достигается без четырёх котлов, таким образом, они являются лишним грузом. Между тем, для полного комплекта артиллерийских снарядов места не нашлось, и патронные погреба расположены частью рядом с котлами. Морские качества тоже невысоки, так как крейсера зарываются носом, ход же полный не достигает (контрактных) 20-ти узлов». Офицеры тихоокеанских эскадр иронически называли эти крейсера «богинями отечественного изобретения», а матросы фамильярно именовали их «Дашка» и «Палашка».
Принимал участие в Русско-японской войне. 8 февраля 1904 торпедирован японским миноносцем на внешнем рейде Порт-Артура; вновь введён в строй после ремонта в апреле 1904. Участвовал в бою в Жёлтом море, после которого с основной частью эскадры вернулся в Порт-Артур. 8 декабря 1904 был потоплен японской осадной артиллерией во внутренней гавани Порт-Артура.
В сентябре 1905 поднят японцами и после ремонта и переоборудования введён в состав Императорского японского флота под названием «Цугару». С 1911 года использовался как учебный корабль. В 1920 переоборудован в минный заградитель, в 1922 исключён из списков флота.
27 мая 1924 потоплен[где?] японской морской авиацией при показательной бомбардировке в честь годовщины Цусимского сражения.

## Галерея
- Крейсер 1 ранга «Паллада» на открытке 1900-х гг.
- «Паллада» под обстрелом в гавани Порт-Артура, справа броненосец «Победа» 1904 год
- Броненосец «Полтава» и «Паллада» затонувшие в Порт-Артуре
- Крейсер «Паллада» затонувший в Порт-Артуре
- Крейсер японского флота «Цугару» в 1912 году